# Список українських соціальних мереж
У статті зібрано українські соцмережі, що діють і що припинили роботу. Список охоплює соцмережі, про які є згадки на кількох сторонніх ресурсах. Рейтинг вебсайтів Alexa може належати до різних часових дат.

## Діють
| Назва         | Адреса                                                               | Опис | Початок роботи | Зареєстрованих користувачів | Реєстрація | Рейтинг Alexa по Україні (якщо не вказано інше) серед усіх сайтів |
| ------------- | -------------------------------------------------------------------- | --- | -------------- | --------------------------- | ---------- | ----------------------------------------------------------------- |
| Yurba         | yurba.one                                                            | Сучасна соцмережа з сучасним інтерфейсом                                                                                                  | 2022           | 1,2 тис.                    | Відкрита   |                                                                   |
| WE.UA         | https://we.ua/social                                                 | Українська соціальна мережа у web-платформі WE.UA - це ще один канал зв'язку та зручне місце для згуртування навколо всього українського. | 2022           |                             | Відкрита   |                                                                   |
| АТАКА         | ataka.ua                                                             | Соціальна і бізнес мережа, зроблена для дистанційного проведення навчання та судових процесів                                             | 2020           |                             |            |                                                                   |
| GoBeside      | gobeside.com [Архівовано 26 травня 2018 у Wayback Machine.]          | Геолокаційна соцмережа | 2017           | 7 тис.                      | Відкрита   |                                                                   |
| НаМайдані     | namaidani.com [Архівовано 5 лютого 2016 у Wayback Machine.]          | Обмін інформацією, новини, спілкування | 2014           |                             |            | 2588 (станом на 28 травня 2021)                                   |
| Українці      | ukrainci.org.ua                                                      | Патріотична соціальна мережа | 2009           |                             |            |                                                                   |
| BIG.UA        | big.ua                                                               | Комунікаційна платформа | 2009           |                             | Відкрита   | 2044 (станом на 12 березня 2022)                                  |
| Гуртом        | hurtom.com                                                           | Портал для обміну медіаматеріалами, форум                                                                                                 | 2007           |                             |            | 702 (станом на 2 березня 2016) 1606 (станом на 1 липня 2017)      |
| Social.net.ua | https://social.net.ua/ [Архівовано 5 жовтня 2021 у Wayback Machine.] | Подібний до Twitter сервіс мікроблогів, частина мережі Fediverse, відокремлена від російського сегменту мережі.                           |                |                             | Відкрита   |                                                                   |

## Припинили роботу
| Адреса              | Назва й опис | Початок роботи | Зареєстрованих користувачів | Кінець роботи |
| ------------------- | --- | -------------- | --------------------------- | ------------- |
| ukropen.net         | UkrOpen. Пошукова система новин | 2015           |                             | 2024          |
| start.kawoon.app    | Kawoon | 2020           | 15 тисяч                    | 2022          |
| nimses.com          | Nimses. Щохвилини з моменту реєстрації користувач отримує один нім. За них можна здійснювати публікації, ставити вподобайки до публікацій, обмінюватися ними з іншими користувачами. | 2017           |                             | 2021          |
| faceukr.com         | FaceUkr. Соцмережа згуртовує людей у спільноти залежно від мови спілкування та місця проживання                                                                                      | 2020           |                             |               |
| prettypeople.club   | | 2018           |                             |               |
| druzi.net           | | 2018           |                             |               |
| odnogrupniki.com.ua | Одногрупники. Для українськомовних та англомовних користувачів російська мова відсутня. Також відсутній розділ з музикою                                                             | 2017           | 31 тис.                     |               |
| yachudo.com         | Російська мова відсутня | 2017           |                             |               |
| ukrainians.co       | Українці | 2017           | 400 тис.                    | 2017          |
| inrepublic.com      | ІнРепаблік | 2017           | понад 250 000               | 2015          |
| weua.info           | ВіЮей | 2014           |                             | 2015          |
| antiweb.com.ua      | оціальна антимережа |                |                             |               |
| askua.info          | АскЮЕй |                |                             |               |
| socialface.com.ua   | Соціал-Фейс |                |                             |               |
| ukrsocial.com       | УкрСоціал |                |                             |               |
| kozakam.com         | Козакам |                |                             |               |